# Bīātlar
Bīātlar (persiska: بياتلر) är en ort i Iran.   Den ligger i provinsen Golestan, i den norra delen av landet, 400 km nordost om huvudstaden Teheran. Bīātlar ligger 874 meter över havet och antalet invånare är 453.
Terrängen runt Bīātlar är kuperad, och sluttar västerut.Runt Bīātlar är det ganska glesbefolkat, med 48 invånare per kvadratkilometer. Närmaste större samhälle är Kasan, 2,5 km sydväst om Bīātlar. Trakten runt Bīātlar består till största delen av jordbruksmark.